# Sylta, Upplands-Bro kommun
Sylta är en tidigare tätort i Upplands-Bro kommun, sedan 2010 sammanvuxen med Kungsängen, nära Lillsjön. Orten består nästan helt av nyare småhusbebyggelse. Sylta har en egen busshållplats med samma namn, vilken bland annat trafikeras av SL:s linje 555 som går mellan Kungsängen och Bro.
Den södra delen av området som år 1990 utgjorde småorten Sylta ingår nu i småorten Ålsta.

## Befolkningsutveckling
| Befolkningsutvecklingen i Sylta 1990–2005                      | Befolkningsutvecklingen i Sylta 1990–2005 | Befolkningsutvecklingen i Sylta 1990–2005 | Befolkningsutvecklingen i Sylta 1990–2005 | Befolkningsutvecklingen i Sylta 1990–2005 |
| -------------------------------------------------------------- | ----------------------------------------- | ----------------------------------------- | ----------------------------------------- | ----------------------------------------- |
|                                                                |                                           |                                           |                                           |                                           |
| År                                                             |                                           |                                           | Folkmängd                                 | Areal (ha)                                |
| 1990                                                           | 1990                                      |                                           | 255                                       | 24#                                       |
| 1995                                                           | 1995                                      |                                           | 495                                       | 39                                        |
| 2000                                                           | 2000                                      |                                           | 644                                       | 39                                        |
| 2005                                                           | 2005                                      |                                           | 763                                       | 39                                        |
| Anm.: Ny tätort 1995, uppgick i Kungsängen 2010. # Som småort. |                                           |                                           |                                           |                                           |